# 大东俄芹
大东俄芹（学名：Tongoloa elata）是伞形科东俄芹属的植物，为中国的特有植物。分布在中国大陆的甘肃、青海、四川等地，生长于海拔2,300米至4,314米的地区，多生长在山沟及河边草地，目前尚未由人工引种栽培。